# Milaan-Turijn
Milaan-Turijn (Milano-Torino) is een eendaagse wielerwedstrijd in Italië. De klassieker wordt sinds 1876 georganiseerd en is daarmee de oudste wielerwedstrijd ter wereld die nog wordt verreden. Vanaf 2005 maakte de wedstrijd deel uit van het continentale circuit van de UCI EuropeTour (categorie 1.HC), in 2020 werd hij opgenomen op de nieuwe UCI ProSeries kalender van dat jaar.
Het parcours wisselt per jaar. Soms is het een vlakke wedstrijd, met vaak een massasprint tot gevolg, andere jaren ligt de aankomst op de Superga, met vaker een klimmer als winnaar. Ook wisselt de wedstrijd wel eens van plaats op de kalender.

## Lijst van winnaars
1 verreden als Turijn-Milaan
2 alleen opengesteld voor amateurs (dilettanti)
3 alleen opengesteld voor onafhankelijken en amateurs
4 Italo Zilioli gedeclasseerd
5 afgelast wegens overstromingen en aardverschuivingen door extreme regenval

### Meervoudige winnaars
| Overwinningen | Renner              | Land      | Jaren                        |
| ------------- | ------------------- | --------- | ---------------------------- |
| 5             | Costante Girardengo | Italië    | 1914, 1915, 1919, 1920, 1923 |
| 3             | Pierino Favalli     | Italië    | 1938, 1939, 1940             |
| 2             | Federico Gay        | Italië    | 1921, 1924                   |
| 2             | Adriano Zanaga      | Italië    | 1922, 1925                   |
| 2             | Giuseppe Graglia    | Luxemburg | 1931, 1933                   |
| 2             | Pietro Chiappini    | Italië    | 1941, 1942                   |
| 2             | Vito Ortelli        | Italië    | 1945, 1946                   |
| 2             | Agostino Coletto    | Italië    | 1954, 1958                   |
| 2             | Roger De Vlaeminck  | België    | 1972, 1974                   |
| 2             | Rolf Gölz           | Duitsland | 1988, 1989                   |
| 2             | Mirko Celestino     | Italië    | 2001, 2003                   |

### Overwinningen per land
| Overwinningen | Land                                                                            |
| ------------- | ------------------------------------------------------------------------------- |
| 74            | Italië                                                                          |
| 5             | Spanje, Zwitserland                                                             |
| 4             | België, Frankrijk                                                               |
| 2             | Colombia, Duitsland, Luxemburg                                                  |
| 1             | Australië, Canada, Denemarken, Mexico, Nederland, Verenigd Koninkrijk, Slovenië |

1876 · 1877 - 1892 · 1893 · 1894 · 1895 · 1896  · 1897 - 1902   · 1903 · 1904 · 1905 · 1906 - 1910 · 1911 · 1912 · 1913 · 1914 · 1915 · 1916 · 1917 · 1918 · 1919 · 1920 · 1921 · 1922 · 1923 · 1924 · 1925 · 1926 - 1930 · 1931 · 1932 · 1933 · 1934 · 1935 · 1936 · 1937 · 1938 · 1939 · 1940 · 1941 · 1942 · 1943 · 1944 · 1945 · 1946 · 1947 · 1948 · 1949 · 1950 · 1951 · 1952 · 1953 · 1954 · 1955 · 1956 · 1957 · 1958 · 1959 · 1960 · 1961 · 1962 · 1963 · 1964 · 1965 · 1966 · 1967 · 1968 · 1969 · 1970 · 1971 · 1972 · 1973 · 1974 · 1975 · 1976 · 1977 · 1978 · 1979 · 1980 · 1981 · 1982 · 1983 · 1984 · 1985 · 1986 · 1987 · 1988 · 1989 · 1990 · 1991 · 1992 · 1993 · 1994 · 1995 · 1996 · 1997 · 1998 · 1999 · 2000 · 2001 · 2002 · 2003 · 2004 · 2005 · 2006 · 2007 · 2008 · 2009 · 2010 · 2011 · 2012 · 2013 · 2014 · 2015 · 2016 · 2017 · 2018 · 2019 · 2020 · 2021 · 2022 · 2023 · 2024 · 2025